# 林茨-乌尔法尔之战
林茨-乌尔法尔之战（法语：Bataille de Linz-Urfahr）发生于1809年5月17日。此役中，奥地利帝国的士兵与拿破仑的两个盟友符腾堡王国和萨克森王国的军队交战。由約翰·科洛拉特率领的奥地利军团袭击了多米尼克·旺达姆的符腾堡师，法国盟军在多瑙河北岸的林茨对面拥有一座坚固的桥头堡。随着战斗的进行，由让-巴蒂斯特·贝尔纳多特元帅率领的萨克森士兵加入了战斗。这促使科洛拉特下令撤退，拿破仑的德国盟友随之开始追击。
奥地利总司令、大元帅卡尔大公将科洛拉特的第三军团从主力部队中分离出来，以守卫波希米亚。后来，卡尔指示他的下属威胁拿破仑沿着多瑙河谷的漫长而脆弱的补给线。因此，科洛拉特袭击了林茨的法军桥头堡，但法军强大的防御力量挫败了他的计划。该行动属于第五次反法同盟的一部分。乌尔法尔是多瑙河北岸林茨的一个郊区。

## 背景
在1809年4月21日至22日于埃克米尔战役中战败后，卡尔大公率领92,000名士兵撤退到多瑙河北岸。其中，第一军团有28,000人，第二军团有20,000人，第三军团有13,000人，第四军团有15,000人，第一预备军团有12,000人，约瑟夫·迈耶少将的第五军团的一个旅有4,000人。卡尔在波希米亚边境以西的卡姆重新集结了他的军队。确信他的军队因失败而士气低落，卡尔放弃了反击拿破仑的任何想法。相反，他打算撤退到维也纳，途径维采。拿破仑则决定从南岸向奥地利首都维也纳挺进。因此，法国皇帝取消了路易-尼古拉·达武的第三军的追击任务，并让卡尔大公的部队顺利撤退。
战争爆发时，拿破仑下令贝尔纳多特指挥萨克森军队，即著名的法国第九军团，向雷根斯堡进发。因为这让萨克森王国失去了保护，贝尔纳多特从萨克森首府德累斯顿撤离了萨克森王室并带走了军需品。到4月20日，萨克森军队在南下的途中到达了格拉。热罗姆·波拿巴奉命将他的威斯特法伦军队（名为第十军团）带到萨克森地界。

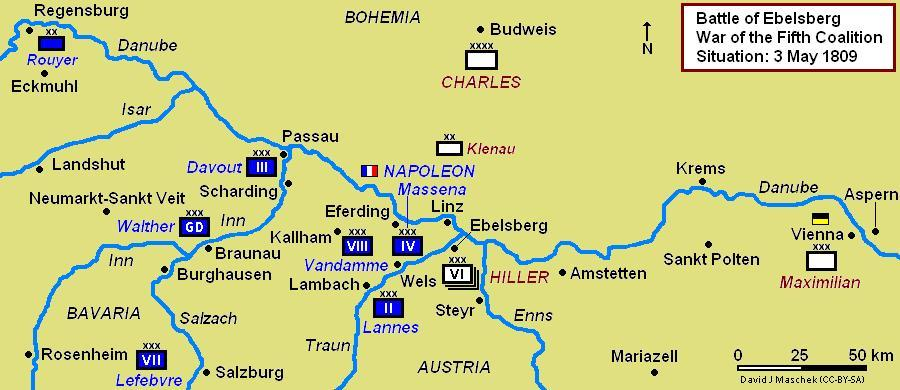
埃伯斯贝格战役地图

随着萨克森军队加入战场，卡尔大公担心波希米亚可能会被占领，于是决定留下一个军团来保卫该省。对于这项任务，他选择了拥有23个步兵营和15个骑兵中队的第三军。约翰·科洛拉特将军被任命为第三军团的指挥官。
在多瑙河南岸，拿破仑的军队击退了冯·希勒将军寡不敌众的三个奥地利军团。在5月3日的埃伯斯贝格战役后，法国及其盟军抵达维也纳城下。经过敷衍的抵抗后，驻军司令马克西米利安大公放弃了奥地利首都并带着大部分士兵逃离，剩下的士兵于5月13日早些时候开城向法军投降。
5月4日，旺达姆和他的第八军团到达林茨。他在多瑙河北岸的林茨发现了约瑟夫·冯·里希特（Joseph von Richter）和一个奥地利步兵旅。在战役的早期，这支部队曾协助封锁帕绍的巴伐利亚驻军。里希特在封锁帕邵后又回到了北岸的林茨。旺达姆气势汹汹地在南岸排成一列，开始用炮火轰炸里希特的阵地。在炮火的掩护下，符腾堡人乘船渡河并发动攻击。里希特训练有素的奥地利步兵被击败，大部分被俘。
6日，贝尔纳多特的萨克森人在波希米亚的行军中到达了勒茨。拿破仑希望第九军团在9日到达帕绍，并有可能从那里被命令到林茨。5月7日，卡尔大公带着他的主力离开了维采。他命令科洛拉特从比尔森转移并守卫他的南翼。8日，奥地利军队指挥官命令科洛拉特威胁林茨附近的法国补给线。卡尔于5月16日在多瑙河北岸与希勒的部队会合。

## 战斗

### 法国及其盟军

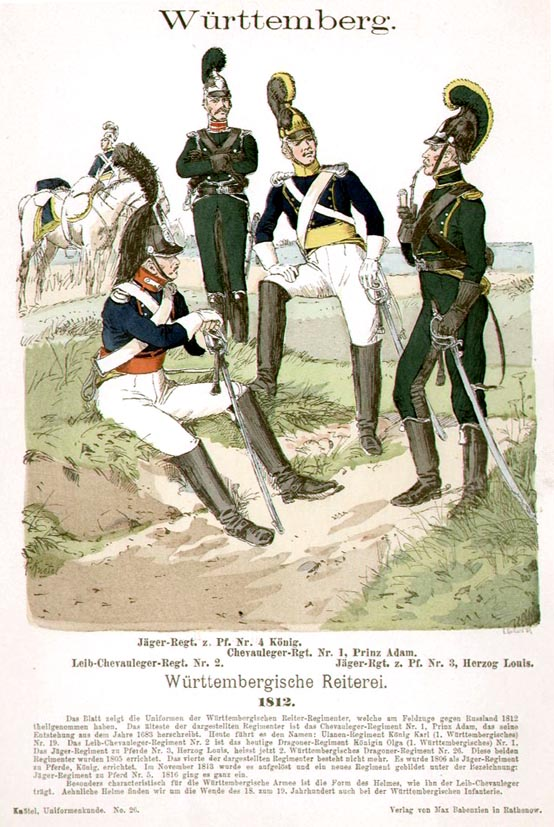
符腾堡骑兵

贝尔纳多特元帅全面指挥拿破仑的德国盟军。12,000人的第八军团由符腾堡军队组成，由旺达姆将军指挥。该军由冯·诺布隆中将率领的一个步兵师和冯·沃尔沃斯中将率领的一个骑兵师组成。 

### 行动

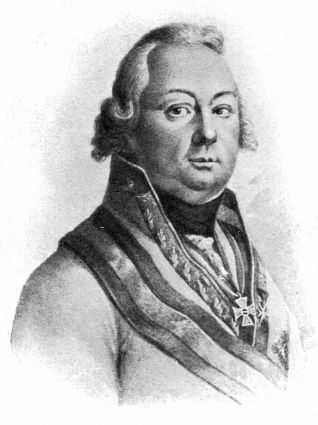
约翰·冯·科洛拉特

为了执行他在5月8日接到的命令，科洛拉特于5月13日集结了他的第三军团。为了守卫波希米亚西部的海布，科洛拉特分出了14个步兵营。奥地利人于16日到达了米尔地区诺伊马克特。科洛拉特将第三军团分成三个纵队，以攻击林茨桥头堡。他命令汉尼拔·索马里瓦和约瑟夫·菲利普·武卡索维奇率领两支纵队从两侧进攻桥头堡。弗朗茨·泽维尔·圣朱利安和第三纵队向毛特豪森进行佯攻，以转移法军的注意力。科洛拉特自己则指挥一支强大的后备力量。
5月17日下午2时，奥军的攻击开始了。当时奥军收到情报，贝尔纳多特的萨克森人已经从帕绍进军到林茨。科洛拉特立即停止了进攻，决定撤退。事实上，贝尔纳多特在当天早上7时就已经率领他的步兵和骑兵旅抵达林茨。下午的时候，贝尔纳多特的士兵越过桥头堡，向东侧的奥地利纵队发起进攻，将其击退。在处理掉武卡索维奇的部队之后，他在西侧遇到了索马里瓦并击败了他的部队。
战斗的一个重要时刻就是德军骑兵在普芬尼贝格山上成功占领奥地利炮兵阵地。符腾堡和萨克森骠骑兵攻占了炮台，缴获了六门火炮。 一位权威人士写道，贝尔纳多特的可用部队不超过10,000人，而科洛拉特指挥着超过20,000人。

## 结果

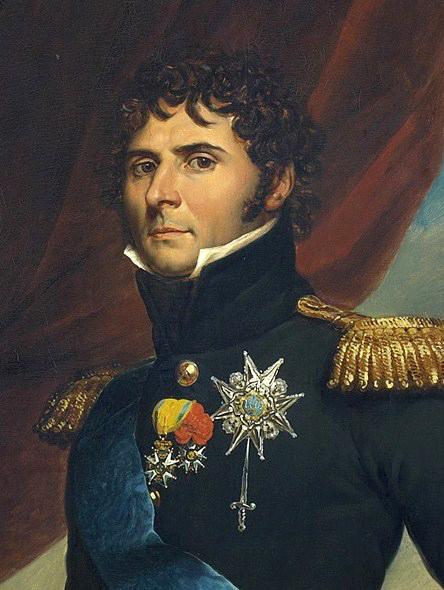
让-巴蒂斯特·贝尔纳多特

符腾堡军队于此役中阵亡35人，负伤228人，40人失踪，共计损失303人。萨克森军队的伤亡人数为88人，其中7人死亡，74人受伤，7人被俘。奥地利军队统计死亡49人，受伤263人，被俘455人，失踪124人，共计891人。他们还损失了六门火炮和两辆弹药车。在被击败后，科洛拉特首先退回到林茨东北部的加尔诺伊基兴。后来他的军团向北行进到弗赖施塔特。卡尔大公未能召集第三军团。并且他还错过了5月21日至22日的阿斯珀恩-埃斯灵战役。
5月26日左右，卡尔大公终于召回了第三军团。为了确保法军的通讯安全，拿破仑下令改善林茨桥头堡的防御工事。贝尔纳多特将旺达姆的符腾堡军队留下，急忙与他的萨克森军队一起加入拿破仑的大军。
5月17日在菲拉赫，约翰大公接到命令，从南针对拿破仑的通讯发起进攻。这些指令被证明是不可能执行的，因为弗朗索瓦·约瑟夫·勒费弗尔于5月13日在沃格尔之战中已经击败了约翰·加布里埃尔·查斯特勒·德·库塞尔的部队。相反，约翰从蒂罗尔召回了库塞尔和弗朗茨·杰拉西奇，希望将他们的部队加入到他虚弱的军队中。碰巧的是，杰拉西奇的师在5月25日的圣迈克尔战役中被击溃，只有残余的人加入了约翰的军团。

## 脚注
1. 1 2 3  Smith 1998，第305頁.
2. ↑  Petre 1976，第209頁.
3. ↑  Petre 1976，第211-212頁.
4. ↑  Petre 1976，第211頁.
5. ↑  Petre 1976，第225頁.
6. ↑  Petre 1976，第213頁.
7. ↑  Petre 1976，第217頁.
8. ↑  Arnold 1995，第7-15頁.
9. ↑  Petre 1976，第256-257頁.
10. 1 2  Petre 1976，第247頁.
11. ↑  Petre 1976，第214-215頁.
12. 1 2  Petre 1976，第266-267頁.
13. ↑  Petre 1976，第216頁.
14. ↑  Bowden & Tarbox 1980，第62頁.
15. 1 2 3  Petre 1976，第267頁.
16. ↑  Petre 1976，第272頁.
17. ↑  Smith 1998，第307頁.
18. ↑  Petre 1976，第324-325頁.
19. ↑  Bowden & Tarbox 1980，第96頁.
20. 1 2  Petre 1976，第303頁.
21. ↑  Smith 1998，第303頁.

## 延伸阅读
- Chandler, David. . New York: Macmillan. 1966.
- Epstein, Robert M. . Lawrence, Kansas: University Press of Kansas. 1994. ISBN 0-7006-0664-5.
- Rickard, J. . 2010  [2022-03-15]. （原始内容存档于2020-01-17）.